# Roger Bocquet
Roger Bocquet (Genf, 1921. április 9. – Genf, 1994. március 10.) svájci labdarúgóhátvéd.